# Plaistow (London Underground)

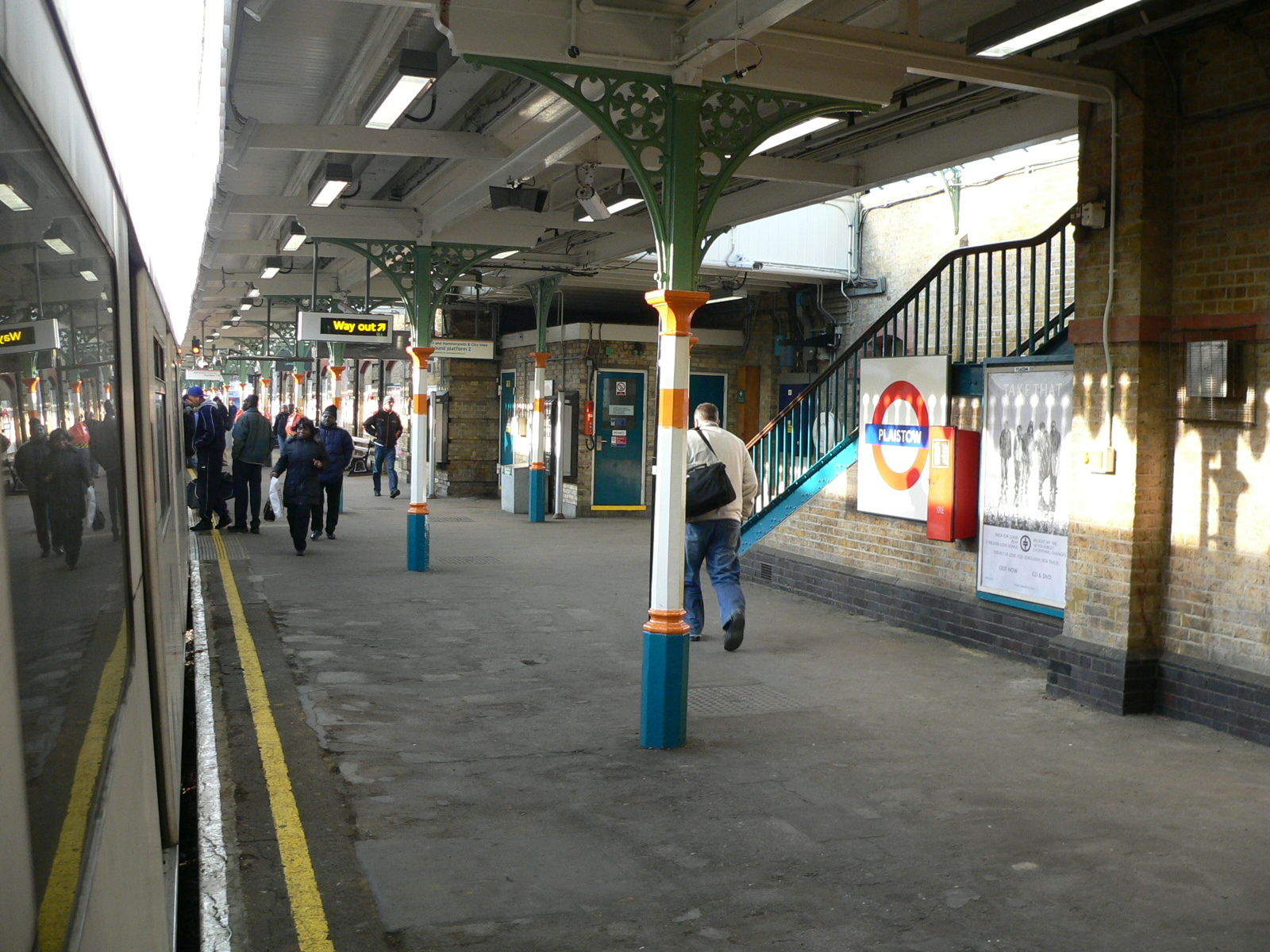
Station Plaistow

Plaistow ist eine oberirdische Station der London Underground im Stadtbezirk London Borough of Newham. Sie liegt in der Travelcard-Tarifzone 3 an der Plaistow Road. Im Jahr 2014 nutzten 6,79 Millionen Fahrgäste die Station.
Sie besitzt zwei Seitenbahnsteige für Züge der District Line und der Hammersmith & City Line. Letztere verkehren jedoch nicht am frühen Morgen, späten Abend und an Sonntagen. An einem dritten Bahnsteig können ostwärts verkehrende Züge wenden, um ins Stadtzentrum zurückzufahren. Ein weiterer Bahnsteig befindet sich an der parallel verlaufenden Eisenbahnlinie, die in den Südosten von Essex führt. Er wird jedoch nicht mehr genutzt, da die Züge der Bahngesellschaft c2c hier ohne Halt durchfahren. Das 1905 errichtete Stationsgebäude steht unter Denkmalschutz.
Die Station wurde am 31. März 1858 durch die London, Tilbury and Southend Railway eröffnet. Die District Line nahm ihren Betrieb am 2. Juni 1902 auf. Die Metropolitan Line bediente Plaistow erstmals am 30. März 1936 (die Zweigstrecke in Richtung Barking wurde 1988 an die Hammersmith & City Line übertragen). 1962 hielt der letzte Zug der Eisenbahn.